# Carl Illies senior

Carl Illies 1905

Bernhard Christian Carl Ludwig Illies (* 6. Dezember 1840 in Waren (Müritz); † 1. Februar 1910 in Hamburg) war ein deutscher Großkaufmann und führte seit 1880 bis zu seinem Tode das Handelshaus C. Illies & Co in Japan. Illies, Sohn des Glockengießers Johann Carl Ludwig Illies, gehörte zu den bedeutendsten Kaufleuten im deutsch-japanischen Handel und war einer der ersten deutschen Handelspioniere in Japan.
Carl Illies wurde nach seiner Ausbildung zum Kaufmann und ersten Tätigkeiten in Hamburg und England 1866 Angestellter der ersten deutschen Firma in Japan, Louis Kniffler & Co. in Yokohama. 1880 übernahm Illies die Firma und führte sie unter eigenem Namen weiter. 1890 kehrte Illies nach Deutschland zurück und erwählte 1898 Hamburg als Firmensitz. Die Firma spielte weiterhin eine bedeutende Rolle im Handel mit Japan.
Der Ostasiatische Verein wurde auf Initiative von Illies im Jahre 1900 gegründet. Zudem war Illies von 1900 bis 1904 erster Vorsitzender des Vereins.
Der Maler Otto Illies war sein Sohn, der Maler Arthur Illies sein Neffe und der Kaufmann Carl Heinz Illies sein Urenkel.